# Karina, Objeto de Prazer
Karina, Objeto de Prazer é um filme de drama erótico brasileiro de 1982, dirigido por Jean Garret.

## Elenco
- Angelina Muniz...Karina / Maria do Carmo
- Rosina Malbouisson...Sheila
- Luigi Picchi...Rufino
- Cláudio Cunha...Lucas
- Paulo Leite...Rui
- Kaká de Souza Júnior...Daniel
- Gilda Medeiros...Luy
- Rajá de Aragão...Jogador 1
- Cláudio Portioli...Jogador 2

## Sinopse
Karina é uma jovem bonita explorada pelo amante Rufino, contrabandista e empresário de prostituição e jogatina ilegal, que a obriga a se prostituir e a realizar shows de stripteases em seus negócios. Um amigo de Rufino, o fazendeiro e também criminoso Lucas, é obcecado por Karina e tenta convencê-la a ficar com ele. Lucas tem a chance de realizar seu desejo quando ganha Karina num jogo de pôquer contra o arruinado Rufino. Mas Karina resiste a ir com ele e acaba na prisão. Lá ela fica amiga da advogada Sheila, a quem conta sua história (mostrada em flashbacks), desde quando era a inocente filha de pescador Maria do Carmo e fora vendida a Rufino por seu pai.